# División Intermedia 2019
El campeonato de la División Intermedia 2019, fue la 102.ª edición de un campeonato de Segunda División y la 23.ª edición de la División Intermedia, desde la creación de la misma en 1997. Es organizado por la Asociación Paraguaya de Fútbol, inició el 26 de abril de 2019 y terminó el 17 de noviembre contando con la participación de 16 clubes.
Los equipos nuevos en la categoría serán los ascendidos 12 de Octubre de Itauguá, campeón de la Primera División B; Atyrá FC, campeón del Campeonato Nacional de Interligas (como Liga Atyreña) y General Caballero de Doctor Juan León Mallorquín, campeón de la Primera División B Nacional y ganador del repechaje por el ascenso contra el subcampeón de la Primera División B. Así también los clubes 3 de Febrero de Ciudad del Este e Independiente de Asunción, descendidos de la Primera División.
El club Guaireña logró el ascenso en la penúltima fecha del campeonato y se consagró campeón en la última. El 12 de Octubre de Itauguá logró quedarse con el otro cupo y el subcampeonato al derrotar a R.I. 3 Corrales. Al otro extremo el club Deportivo Caaguazú perdió la categoría en la fecha 27, mientras en la última fecha descendieron los clubes 3 Corrales y Ovetense.

## Sistema de competición
Se mantiene al igual que en los últimos años el formato de tipo liga, es decir todos contra todos a partidos de ida y vuelta. Cuenta con dos rondas compuestas por quince jornadas cada una con localía invertida. Se consagrará campeón el club que sume la mayor cantidad de puntos al cabo de las 30 fechas. En caso de producirse igualdad en puntaje entre dos clubes (por el campeonato, el ascenso o el descenso), para definir posiciones se debe recurrir a un partido extra. Si son más de dos clubes, se resuelve según los siguientes parámetros:
1) saldo de goles;
2) mayor cantidad de goles marcados;
3) mayor cantidad de goles marcados en condición de visitante;
4) sorteo.
Desde esta temporada se implementa un nuevo reglamento por el cual en la alineación inicial de los clubes deben ser incluidos tres jugadores sub-20.

## Ascensos y descensos
| Pos | Ascendidos a Primera División |
| --- | ----------------------------- |
| 1º  | River Plate                   |
| 2º  | San Lorenzo                   |

| Pos | Descendido a Primera División B Nacional |
| --- | ---------------------------------------- |
| 14º | Deportivo Liberación                     |

| Pos | Descendidos a Primera División B |
| --- | -------------------------------- |
| 15º | General Caballero ZC             |
| 16º | Martín Ledesma                   |

| Pos | Descendidos de la Primera División |
| --- | ---------------------------------- |
| 11º | Independiente                      |
| 12º | 3 de Febrero CDE                   |

| Pos | Ascendido del Nacional de Interligas |
| --- | ------------------------------------ |
| 1º  | Atyrá                                |

| Pos | Ascendido de la Primera División B Nacional |
| --- | ------------------------------------------- |
| 1º  | General Caballero JLM                       |

| Pos | Ascendido de la Primera División B |
| --- | ---------------------------------- |
| 1º  | 12 de Octubre (I)                  |

## Producto de la clasificación
- El torneo consagrará al campeón número 23.º en la historia de la División Intermedia (desde su creación en 1997) y al 102.º ganador de la Segunda División.
- El campeón y subcampeón del torneo, ascenderán directamente a la Primera División.
- Los clubes que finalicen en las tres últimas posiciones en la tabla de promedios descenderán, los clubes que se encuentren como máximo a 50 km de Asunción descienden a la Primera División B y los clubes del interior a la Primera División B Nacional.

## Distribución geográfica de los clubes
| Región                      | Nº | Equipos                                                                                     |
| --------------------------- | -- | ------------------------------------------------------------------------------------------- |
| Distrito Capital            | 5  | Resistencia, Fernando de la Mora, Rubio Ñu, Trinidense e Independiente.                     |
| Departamento Central        | 3  | 12 de Octubre (Itauguá), Fulgencio Yegros (Ñemby) e Iteño (Itá).                            |
| Departamento de Alto Paraná | 3  | General Caballero (Juan León Mallorquín), 3 de Febrero y R.I. 3 Corrales (Ciudad del Este). |
| Departamento de Caaguazú    | 2  | Ovetense (Coronel Oviedo) y Caaguazú.                                                       |
| Departamento Amambay        | 1  | 2 de Mayo (Pedro Juan Caballero).                                                           |
| Departamento de Guairá      | 1  | Guaireña (Villarrica).                                                                      |
| Departamento de Cordillera  | 1  | Atyrá.                                                                                      |

## Equipos participantes
| Club                  | Fundación                | Ciudad               | Entrenador          | Estadio                 | Capacidad |
| --------------------- | ------------------------ | -------------------- | ------------------- | ----------------------- | --------- |
| 2 de Mayo             | 6 de diciembre de 1935   | Pedro Juan Caballero | Carlos Jara Saguier | Río Parapití            | 25 000    |
| 3 Corrales            | 29 de septiembre de 1980 | Ciudad del Este      | Ramiro Miguez       | R.I. 3 Corrales         | 3000      |
| 3 de Febrero CDE      | 20 de noviembre de 1970  | Ciudad del Este      | Eduardo Rivera      | Antonio Aranda          | 28 000    |
| 12 de Octubre (I)     | 14 de agosto de 1914     | Itauguá              | Miguel Cristaldo    | Luis Salinas            | 10 000    |
| Atyrá                 | 7 de abril de 2018       | Atyrá                | Ángel Martínez      | San Francisco de Asís   | 10 000    |
| Caaguazú              | 16 de septiembre de 2008 | Caaguazú             | Silvino Pereira     | Federico Llamosas       | 7000      |
| Fernando de la Mora   | 25 de diciembre de 1925  | Asunción             | José Arrúa          | Emiliano Ghezzi         | 6000      |
| Fulgencio Yegros      | 14 de mayo de 1924       | Ñemby                | Ricardo Torresi     | Parque Fulgencio Yegros | 1000      |
| General Caballero JLM | 21 de junio de 1962      | Juan León Mallorquín | Gustavo Bobadilla   | Leandro Ovelar          | 2000      |
| Guaireña              | 28 de marzo de 2016      | Villarrica           | Troadio Duarte      | Parque del Guairá       | 12 000    |
| Independiente         | 20 de septiembre de 1925 | Asunción             | Mario Jara          | Ricardo Gregor          | 3500      |
| Iteño                 | 1 de junio de 1924       | Itá                  | Humberto Ovelar     | Salvador Morga          | 4500      |
| Ovetense              | 5 de noviembre de 2015   | Coronel Oviedo       | Daniel Lanata       | Ovetenses Unidos        | 10 000    |
| Resistencia           | 27 de diciembre de 1917  | Asunción             | Iván Almeida        | Tomás Beggan Correa     | 3500      |
| Rubio Ñu              | 24 de agosto de 1913     | Asunción             | Robert Pereira      | La Arboleda             | 8000      |
| Trinidense            | 11 de agosto de 1935     | Asunción             | Gabino Román        | Martín Torres           | 3000      |

## Clasificación
- Actualizado el 17 de noviembre de 2019.

| Pos | Equipo                | PJ | PG | PE | PP | GF | GC | DG  | PTS |
| --- | --------------------- | -- | -- | -- | -- | -- | -- | --- | --- |
| 1.  | Guaireña              | 30 | 16 | 9  | 5  | 49 | 25 | 24  | 57  |
| 2.  | 12 de Octubre (I)     | 30 | 17 | 5  | 8  | 39 | 28 | 11  | 56  |
| 3.  | 2 de Mayo             | 30 | 16 | 7  | 7  | 48 | 24 | 24  | 55  |
| 4.  | Atyrá FC(*)           | 30 | 13 | 10 | 7  | 43 | 39 | 4   | 49  |
| 5.  | Resistencia(**)       | 30 | 12 | 9  | 9  | 48 | 42 | 6   | 45  |
| 6.  | Fernando de la Mora   | 30 | 11 | 10 | 9  | 43 | 37 | 6   | 43  |
| 7.  | Independiente         | 30 | 11 | 8  | 11 | 37 | 36 | 1   | 41  |
| 8.  | General Caballero JLM | 30 | 10 | 11 | 9  | 41 | 42 | -1  | 41  |
| 9.  | Trinidense            | 30 | 9  | 13 | 8  | 37 | 36 | 1   | 40  |
| 10. | 3 de Febrero          | 30 | 11 | 6  | 13 | 36 | 40 | -4  | 39  |
| 11. | Iteño                 | 30 | 9  | 9  | 12 | 35 | 42 | -7  | 36  |
| 12. | Rubio Ñu              | 30 | 9  | 8  | 13 | 32 | 39 | -7  | 35  |
| 13. | 3 Corrales(**)        | 30 | 6  | 14 | 10 | 32 | 33 | -1  | 32  |
| 14. | Ovetense(*)           | 30 | 6  | 11 | 13 | 28 | 43 | -15 | 29  |
| 15. | Fulgencio Yegros      | 30 | 4  | 12 | 14 | 25 | 45 | -20 | 24  |
| 16. | Caaguazú              | 30 | 5  | 8  | 17 | 23 | 46 | -23 | 23  |

 Pos=Posición; PJ=Partidos jugados; PG=Partidos ganados; PE=Partidos empatados; PP=Partidos perdidos; Pts=Puntos 

 GF=Goles a favor; GC=Goles en contra; DG=Diferencia de gol
(*) Ovetense ganó una protesta (+2 puntos) al club Atyrá (-1 punto) por el partido de la fecha 16.

(**) Resistencia ganó una protesta (+3 puntos) al club R.I. 3 Corrales (-3 puntos) por el partido de la fecha 16.

|  | Ascendidos a Primera División. |

## Puntaje promedio
El promedio de puntos de un club es el cociente que se obtiene de la división de su puntaje acumulado en las últimas tres temporadas en la división, por la cantidad de partidos que haya jugado durante dicho período. Este determina, al final de cada temporada, el descenso de los equipos que acaben en los tres últimos lugares de la tabla. Clubes de Asunción o de ciudades que se encuentren a menos de 50 km de la capital descienden a la Primera División B. En tanto que equipos del resto del país descienden al Primera División B Nacional. Para esta temporada se promediarán los puntajes acumulados de la temporada 2017, 2018, además de los puntos de la presente. En caso de empate de cociente para determinar a los equipos por descender, si el empate se da entre dos clubes se juega partido extra, si el empate es entre más de dos clubes se tiene en cuenta la diferencia de gol en primera instancia, luego goles a favor para determinar a los descendidos.
- Actualizado el 17 de noviembre de 2019.

| Pos | Club                  | Prom  | PT  | PJ | 2017 | 2018 | 2019 |
| --- | --------------------- | ----- | --- | -- | ---- | ---- | ---- |
| 1º  | 12 de Octubre (I)     | 1,866 | 56  | 30 | -    | -    | 56   |
| 2º  | 2 de Mayo             | 1,683 | 101 | 60 | -    | 46   | 55   |
| 3º  | Guaireña              | 1,655 | 149 | 90 | 40   | 50   | 59   |
| 4º  | Atyrá                 | 1,633 | 49  | 30 | -    | -    | 49   |
| 5º  | Resistencia           | 1,466 | 132 | 90 | 47   | 40   | 45   |
| 6º  | Fernando de la Mora   | 1,433 | 129 | 90 | 35   | 51   | 43   |
| 7º  | General Caballero JLM | 1,366 | 41  | 30 | -    | -    | 41   |
| 8º  | Independiente         | 1,366 | 41  | 30 | -    | -    | 41   |
| 9º  | Rubio Ñu              | 1,316 | 79  | 60 | -    | 44   | 35   |
| 10º | Trinidense            | 1,300 | 78  | 60 | -    | 38   | 40   |
| 11º | 3 de Febrero CDE      | 1,300 | 39  | 30 | -    | -    | 39   |
| 12º | Fulgencio Yegros      | 1,266 | 114 | 90 | 49   | 41   | 24   |
| 13º | Sportivo Iteño        | 1,211 | 109 | 90 | 39   | 34   | 36   |
| 14º | Ovetense              | 1,188 | 107 | 90 | 42   | 36   | 29   |
| 15º | 3 Corrales            | 1,150 | 69  | 60 | -    | 37   | 32   |
| 16º | Deportivo Caaguazú    | 1,077 | 97  | 90 | 41   | 33   | 23   |

 Pos=Posición; Prom=Promedio; PT=Puntaje total; PJ=Partidos jugados
|  | Descendidos a Tercera División |

## Campeón
|                    |
| Guaireña 1º título |

## Resultados
El horario de los partidos corresponde al empleado en Paraguay: estándar (UTC-4) y horario de verano (UTC-3).
| Trinidense          | 0 - 1 | Guaireña              | Martín Torres         | 28 de abril | 10:00 |
| Caaguazú            | 0 - 0 | 3 de Febrero CDE      | Federico Llamosas     | 28 de abril | 15:15 |
| 12 de Octubre (I)   | 1 - 0 | General Caballero JLM | Luis Salinas          | 28 de abril | 15:15 |
| Resistencia         | 0 - 0 | 3 Corrales            | Tomás Beggan Correa   | 28 de abril | 15:15 |
| Iteño               | 1 - 0 | 2 de Mayo             | Salvador Morga        | 28 de abril | 15:15 |
| Fernando de la Mora | 3 - 0 | Fulgencio Yegros      | Emiliano Ghezzi       | 28 de abril | 15:15 |
| Atyrá               | 3 - 0 | Ovetense              | San Francisco de Asís | 28 de abril | 15:15 |
| Independiente       | 3 - 1 | Rubio Ñu              | Ricardo Gregor        | 28 de abril | 16:00 |

| Rubio Ñu              | 4 - 1 | Fernando de la Mora | La Arboleda             | 3 de mayo | 19:00 |
| 3 Corrales            | 4 - 0 | Iteño               | R.I. 3 Corrales         | 4 de mayo | 15:15 |
| General Caballero JLM | 1 - 1 | Resistencia         | Leandro Ovelar          | 5 de mayo | 10:00 |
| 2 de Mayo             | 2 - 1 | Independiente       | Río Parapití            | 5 de mayo | 15:15 |
| Caaguazú              | 2 - 3 | 12 de Octubre (I)   | Federico Llamosas       | 5 de mayo | 15:15 |
| Ovetense              | 1 - 1 | Trinidense          | Ovetenses Unidos        | 5 de mayo | 15:15 |
| Fulgencio Yegros      | 1 - 1 | Atyrá               | Parque Fulgencio Yegros | 5 de mayo | 15:15 |
| 3 de Febrero CDE      | 2 - 0 | Guaireña            | Antonio Aranda          | 5 de mayo | 18:00 |

| Independiente       | 2 - 1 | 3 Corrales            | Ricardo Gregor        | 11 de mayo | 10:00 |
| Fernando de la Mora | 1 - 0 | 2 de Mayo             | Emiliano Ghezzi       | 11 de mayo | 15:00 |
| Trinidense          | 1 - 1 | Fulgencio Yegros      | Martín Torres         | 11 de mayo | 15:00 |
| 12 de Octubre (I)   | 2 - 1 | 3 de Febrero CDE      | Luis Salinas          | 12 de mayo | 10:00 |
| Resistencia         | 2 - 0 | Caaguazú              | Tomás Beggan Correa   | 12 de mayo | 10:00 |
| Iteño               | 2 - 2 | General Caballero JLM | Salvador Morga        | 12 de mayo | 15:00 |
| Atyrá               | 2 - 1 | Rubio Ñu              | San Francisco de Asís | 12 de mayo | 15:00 |
| Guaireña            | 1 - 1 | Ovetense              | Parque del Guairá     | 12 de mayo | 15:00 |

| 2 de Mayo             | 3 - 1 | Atyrá               | Río Parapití      | 17 de mayo | 19:30 |
| 12 de Octubre (I)     | 3 - 1 | Resistencia         | Luis Salinas      | 18 de mayo | 10:00 |
| 3 de Febrero CDE      | 1 - 1 | Ovetense            | Antonio Aranda    | 18 de mayo | 18:00 |
| General Caballero JLM | 3 - 0 | Independiente       | Leandro Ovelar    | 19 de mayo | 10:00 |
| 3 Corrales            | 2 - 2 | Fernando de la Mora | R. I. 3 Corrales  | 19 de mayo | 15:00 |
| Fulgencio Yegros      | 1 - 1 | Guaireña            | Ypané             | 19 de mayo | 15:00 |
| Caaguazú              | 1 - 1 | Iteño               | Federico Llamosas | 19 de mayo | 15:00 |
| Rubio Ñu              | 0 - 1 | Trinidense          | La Arboleda       | 19 de mayo | 16:30 |

| Independiente       | 3 - 2 | Caaguazú              | Ricardo Gregor        | 24 de mayo | 18:00 |
| Iteño               | 0 - 1 | 12 de Octubre (I)     | Salvador Morga        | 25 de mayo | 15:00 |
| Guaireña            | 3 - 1 | Rubio Ñu              | Parque del Guairá     | 25 de mayo | 15:00 |
| Trinidense          | 1 - 1 | 2 de Mayo             | Martín Torres         | 25 de mayo | 17:00 |
| Fernando de la Mora | 1 - 1 | General Caballero JLM | Emiliano Ghezzi       | 26 de mayo | 10:00 |
| Atyrá               | 1 - 0 | 3 Corrales            | San Francisco de Asís | 26 de mayo | 15:00 |
| Resistencia         | 1 - 1 | 3 de Febrero CDE      | Ricardo Gregor        | 26 de mayo | 15:00 |
| Ovetense            | 3 - 0 | Fulgencio Yegros      | Ovetenses Unidos      | 26 de mayo | 15:00 |

| 2 de Mayo             | 0 - 1 | Guaireña            | Río Parapití      | 31 de mayo | 19:30 |
| 3 de Febrero CDE      | 2 - 1 | Fulgencio Yegros    | Antonio Aranda    | 1 de junio | 17:00 |
| Rubio Ñu              | 1 - 0 | Ovetense            | La Arboleda       | 1 de junio | 17:00 |
| 3 Corrales            | 1 - 2 | Trinidense          | R. I. 3 Corrales  | 2 de junio | 15:00 |
| General Caballero JLM | 0 - 3 | Atyrá               | Leandro Ovelar    | 2 de junio | 15:00 |
| Caaguazú              | 1 - 1 | Fernando de la Mora | Federico Llamosas | 2 de junio | 15:00 |
| Resistencia           | 0 - 0 | Iteño               | Ricardo Gregor    | 2 de junio | 15:00 |
| 12 de Octubre (I)     | 1 - 0 | Independiente       | Luis Salinas      | 2 de junio | 17:00 |

| Fulgencio Yegros    | 0 - 0 | Rubio Ñu              | Ypané                 | 8 de junio | 15:00 |
| Fernando de la Mora | 3 - 0 | 12 de Octubre (I)     | Emiliano Ghezzi       | 8 de junio | 15:00 |
| Trinidense          | 1 - 1 | General Caballero JLM | Martín Torres         | 9 de junio | 10:00 |
| Independiente       | 2 - 3 | Resistencia           | Ricardo Gregor        | 9 de junio | 14:30 |
| Guaireña            | 3 - 1 | 3 Corrales            | Parque del Guairá     | 9 de junio | 15:00 |
| Iteño               | 0 - 1 | 3 de Febrero CDE      | Salvador Morga        | 9 de junio | 15:00 |
| Ovetense            | 1 - 5 | 2 de Mayo             | Ovetenses Unidos      | 9 de junio | 15:00 |
| Atyrá               | 2 - 1 | Caaguazú              | San Francisco de Asís | 9 de junio | 15:00 |

| Resistencia           | 2 - 1 | Fernando de la Mora | Tomás Beggan Correa | 15 de junio | 15:00 |
| 12 de Octubre (I)     | 1 - 2 | Atyrá               | Luis Salinas        | 16 de junio | 10:00 |
| 3 Corrales            | 0 - 1 | Ovetense            | R.I. 3 Corrales     | 16 de junio | 10:00 |
| General Caballero JLM | 0 - 0 | Guaireña            | Leandro Ovelar      | 16 de junio | 10:00 |
| Caaguazú              | 0 - 1 | Trinidense          | Federico Llamosas   | 16 de junio | 10:00 |
| 2 de Mayo             | 2 - 0 | Fulgencio Yegros    | Río Parapití        | 16 de junio | 10:00 |
| Iteño                 | 0 - 0 | Independiente       | Salvador Morga      | 16 de junio | 10:00 |
| 3 de Febrero CDE      | 1 - 2 | Rubio Ñu            | Antonio Aranda      | 16 de junio | 17:30 |

| Trinidense          | 0 - 2 | 12 de Octubre (I)     | Martín Torres         | 22 de junio | 10:00 |
| Atyrá               | 2 - 5 | Resistencia           | San Francisco de Asís | 22 de junio | 15:00 |
| Guaireña            | 4 - 0 | Caaguazú              | Parque del Guairá     | 22 de junio | 15:00 |
| Fernando de la Mora | 1 - 1 | Iteño                 | Emiliano Ghezzi       | 22 de junio | 15:00 |
| Rubio Ñu            | 1 - 2 | 2 de Mayo             | La Arboleda           | 22 de junio | 16:00 |
| Independiente       | 1 - 0 | 3 de Febrero CDE      | Ricardo Gregor        | 23 de junio | 10:00 |
| Ovetense            | 0 - 0 | General Caballero JLM | Ovetenses Unidos      | 23 de junio | 10:00 |
| Fulgencio Yegros    | 0 - 1 | 3 Corrales            | Ypané                 | 23 de junio | 10:00 |

| Independiente         | 2 - 0 | Fernando de la Mora | Ricardo Gregor      | 29 de junio | 10:00 |
| 3 Corrales            | 2 - 1 | Rubio Ñu            | R.I. 3 Corrales     | 29 de junio | 15:00 |
| 3 de Febrero CDE      | 0 - 1 | 2 de Mayo           | Antonio Aranda      | 29 de junio | 15:00 |
| Resistencia           | 0 - 1 | Trinidense          | Tomás Beggan Correa | 29 de junio | 15:00 |
| 12 de Octubre (I)     | 1 - 3 | Guaireña            | Luis Salinas        | 30 de junio | 10:00 |
| General Caballero JLM | 4 - 1 | Fulgencio Yegros    | Leandro Ovelar      | 30 de junio | 10:00 |
| Iteño                 | 1 - 1 | Atyrá               | Salvador Morga      | 30 de junio | 15:00 |
| Caaguazú              | 1 - 0 | Ovetense            | Federico Llamosas   | 30 de junio | 15:00 |

| Fernando de la Mora | 3 - 0 | 3 de Febrero CDE      | Emiliano Ghezzi       | 6 de julio | 10:00 |
| Trinidense          | 0 - 1 | Iteño                 | Martín Torres         | 6 de julio | 15:00 |
| Rubio Ñu            | 0 - 1 | General Caballero JLM | La Arboleda           | 6 de julio | 16:00 |
| Ovetense            | 0 - 2 | 12 de Octubre (I)     | Ovetenses Unidos      | 7 de julio | 10:00 |
| Atyrá               | 0 - 1 | Independiente         | San Francisco de Asís | 7 de julio | 15:00 |
| Guaireña            | 4 - 1 | Resistencia           | Parque del Guairá     | 7 de julio | 15:00 |
| Fulgencio Yegros    | 2 - 0 | Caaguazú              | Ypané                 | 7 de julio | 15:00 |
| 2 de Mayo           | 0 - 0 | 3 Corrales            | Río Parapití          | 7 de julio | 15:15 |

| 3 de Febrero CDE      | 1 - 4 | 3 Corrales       | Antonio Aranda      | 12 de julio | 18:00 |
| Fernando de la Mora   | 1 - 1 | Atyrá            | Emiliano Ghezzi     | 13 de julio | 10:00 |
| 12 de Octubre (I)     | 1 - 1 | Fulgencio Yegros | Luis Salinas        | 14 de julio | 10:00 |
| General Caballero JLM | 1 - 0 | 2 de Mayo        | Leandro Ovelar      | 14 de julio | 10:00 |
| Caaguazú              | 1 - 2 | Rubio Ñu         | Federico Llamosas   | 14 de julio | 15:00 |
| Resistencia           | 4 - 3 | Ovetense         | Tomás Beggan Correa | 14 de julio | 15:00 |
| Iteño                 | 1 - 1 | Guaireña         | Salvador Morga      | 14 de julio | 15:00 |
| Independiente         | 1 - 1 | Trinidense       | Ricardo Gregor      | 14 de julio | 15:00 |

| Trinidense       | 2 - 0 | Fernando de la Mora   | Martín Torres         | 20 de julio | 10:00 |
| Ovetense         | 1 - 3 | Iteño                 | Ovetenses Unidos      | 20 de julio | 14:30 |
| Rubio Ñu         | 1 - 1 | 12 de Octubre (I)     | La Arboleda           | 21 de julio | 10:00 |
| Guaireña         | 0 - 0 | Independiente         | Parque del Guairá     | 21 de julio | 14:30 |
| Fulgencio Yegros | 0 - 3 | Resistencia           | Ypané                 | 21 de julio | 14:45 |
| Atyrá            | 3 - 1 | 3 de Febrero CDE      | San Francisco de Asís | 21 de julio | 14:45 |
| 3 Corrales       | 2 - 3 | General Caballero JLM | R.I. 3 Corrales       | 21 de julio | 14:45 |
| 2 de Mayo        | 2 - 0 | Caaguazú              | Río Parapití          | 21 de julio | 15:00 |

| 12 de Octubre (I)   | 1 - 1 | 2 de Mayo             | Luis Salinas          | 27 de julio | 10:00 |
| Resistencia         | 0 - 0 | Rubio Ñu              | Tomás Beggan Correa   | 27 de julio | 14:45 |
| Fernando de la Mora | 3 - 2 | Guaireña              | Emiliano Ghezzi       | 28 de julio | 10:00 |
| Caaguazú            | 0 - 0 | 3 Corrales            | Federico Llamosas     | 28 de julio | 14:45 |
| Iteño               | 2 - 1 | Fulgencio Yegros      | Salvador Morga        | 28 de julio | 14:45 |
| 3 de Febrero CDE    | 2 - 2 | General Caballero JLM | Antonio Aranda        | 28 de julio | 14:45 |
| Atyrá               | 1 - 1 | Trinidense            | San Francisco de Asís | 28 de julio | 14:45 |
| Independiente       | 1 - 2 | Ovetense              | Ricardo Gregor        | 28 de julio | 16:00 |

| Rubio Ñu              | 3 - 2 | Iteño               | La Arboleda       | 2 de agosto | 18:00 |
| Guaireña              | 4 - 0 | Atyrá               | Parque del Guairá | 4 de agosto | 10:00 |
| Trinidense            | 2 - 0 | 3 de Febrero CDE    | Martín Torres     | 4 de agosto | 10:00 |
| Ovetense              | 0 - 0 | Fernando de la Mora | Ovetenses Unidos  | 4 de agosto | 14:30 |
| Fulgencio Yegros      | 2 - 3 | Independiente       | Ypané             | 4 de agosto | 14:45 |
| 3 Corrales            | 1 - 0 | 12 de Octubre (I)   | R.I. 3 Corrales   | 4 de agosto | 14:45 |
| General Caballero JLM | 1 - 0 | Caaguazú            | Leandro Ovelar    | 4 de agosto | 14:45 |
| 2 de Mayo             | 1 - 0 | Resistencia         | Río Parapití      | 4 de agosto | 15:15 |

| Rubio Ñu              | 1 - 0 | Independiente       | La Arboleda       | 9 de agosto  | 19:00 |
| Guaireña              | 1 - 1 | Trinidense          | Parque del Guairá | 10 de agosto | 14:00 |
| General Caballero JLM | 0 - 1 | 12 de Octubre (I)   | Leandro Ovelar    | 10 de agosto | 14:45 |
| Ovetense              | 3 - 0 | Atyrá               | Ovetenses Unidos  | 11 de agosto | 14:30 |
| 3 de Febrero CDE      | 1 - 0 | Caaguazú            | Antonio Aranda    | 11 de agosto | 14:45 |
| 3 Corrales            | 0 - 3 | Resistencia         | R.I. 3 Corrales   | 11 de agosto | 14:45 |
| Fulgencio Yegros      | 0 - 0 | Fernando de la Mora | Ypané             | 11 de agosto | 14:45 |
| 2 de Mayo             | 4 - 0 | Iteño               | Río Parapití      | 11 de agosto | 15:15 |

| 12 de Octubre (I)   | 4 - 1 | Caaguazú              | Luis Salinas          | 17 de agosto | 10:00 |
| Trinidense          | 0 - 0 | Ovetense              | Martín Torres         | 17 de agosto | 10:00 |
| Fernando de la Mora | 2 - 1 | Rubio Ñu              | Emiliano Ghezzi       | 17 de agosto | 14:45 |
| Iteño               | 1 - 0 | 3 Corrales            | Salvador Morga        | 17 de agosto | 14:45 |
| Independiente       | 3 - 0 | 2 de Mayo             | Ricardo Gregor        | 18 de agosto | 10:00 |
| Guaireña            | 3 - 2 | 3 de Febrero CDE      | Parque del Guairá     | 18 de agosto | 14:30 |
| Atyrá               | 1 - 0 | Fulgencio Yegros      | San Francisco de Asís | 18 de agosto | 14:45 |
| Resistencia         | 0 - 1 | General Caballero JLM | Tomás Beggan Correa   | 18 de agosto | 14:45 |

| Ovetense              | 2 - 1 | Guaireña            | Ovetenses Unidos  | 24 de agosto | 15:00 |
| 3 de Febrero CDE      | 0 - 2 | 12 de Octubre (I)   | Antonio Aranda    | 24 de agosto | 19:00 |
| Fulgencio Yegros      | 3 - 3 | Trinidense          | Ypané             | 25 de agosto | 10:00 |
| Caaguazú              | 2 - 1 | Resistencia         | Federico Llamosas | 25 de agosto | 14:45 |
| General Caballero JLM | 2 - 2 | Iteño               | Leandro Ovelar    | 25 de agosto | 14:45 |
| 3 Corrales            | 2 - 2 | Independiente       | R.I. 3 Corrales   | 25 de agosto | 15:00 |
| Rubio Ñu              | 1 - 1 | Atyrá               | La Arboleda       | 25 de agosto | 15:00 |
| 2 de Mayo             | 0 - 0 | Fernando de la Mora | Río Parapití      | 25 de agosto | 15:15 |

| Resistencia         | 2 - 1 | 12 de Octubre (I)     | Tomás Beggan Correa   | 31 de agosto    | 14:45 |
| Guaireña            | 2 - 0 | Fulgencio Yegros      | Parque del Guairá     | 1 de septiembre | 10:00 |
| Independiente       | 1 - 1 | General Caballero JLM | Ricardo Gregor        | 1 de septiembre | 10:00 |
| Atyrá               | 2 - 1 | 2 de Mayo             | San Francisco de Asís | 1 de septiembre | 10:30 |
| Ovetense            | 0 - 0 | 3 de Febrero CDE      | Ovetenses Unidos      | 1 de septiembre | 14:30 |
| Fernando de la Mora | 2 - 2 | 3 Corrales            | Emiliano Ghezzi       | 1 de septiembre | 14:45 |
| Iteño               | 3 - 0 | Caaguazú              | Salvador Morga        | 1 de septiembre | 14:45 |
| Trinidense          | 0 - 0 | Rubio Ñu              | Martín Torres         | 1 de septiembre | 16:00 |

| 2 de Mayo             | 3 - 0 | Trinidense          | Río Parapití      | 6 de septiembre | 19:30 |
| Rubio Ñu              | 0 - 1 | Guaireña            | La Arboleda       | 7 de septiembre | 16:30 |
| 3 de Febrero CDE      | 3 - 1 | Resistencia         | Antonio Aranda    | 7 de septiembre | 17:00 |
| General Caballero JLM | 2 - 1 | Fernando de la Mora | Leandro Ovelar    | 8 de septiembre | 10:00 |
| Caaguazú              | 1 - 0 | Independiente       | Federico Llamosas | 8 de septiembre | 15:00 |
| 3 Corrales            | 1 - 1 | Atyrá               | R.I. 3 Corrales   | 8 de septiembre | 15:00 |
| Fulgencio Yegros      | 1 - 0 | Ovetense            | Ypané             | 8 de septiembre | 15:00 |
| 12 de Octubre (I)     | 1 - 0 | Iteño               | Luis Salinas      | 8 de septiembre | 16:30 |

| Fernando de la Mora | 2 - 1 | Deportivo Caaguazú    | Emiliano Ghezzi       | 14 de septiembre | 10:00 |
| Independiente       | 0 - 0 | 12 de Octubre (I)     | Ricardo Gregor        | 15 de septiembre | 10:00 |
| Ovetense            | 1 - 3 | Rubio Ñu              | Ovetenses Unidos      | 15 de septiembre | 15:00 |
| Guaireña            | 2 - 1 | 2 de Mayo             | Parque del Guairá     | 15 de septiembre | 15:00 |
| Trinidense          | 2 - 2 | 3 Corrales            | Martín Torres         | 15 de septiembre | 15:00 |
| Atyrá               | 4 - 1 | General Caballero JLM | San Francisco de Asís | 15 de septiembre | 15:00 |
| Fulgencio Yegros    | 1 - 2 | 3 de Febrero CDE      | Ypané                 | 15 de septiembre | 15:00 |
| Iteño               | 3 - 3 | Resistencia           | Salvador Morga        | 15 de septiembre | 15:00 |

| Rubio Ñu              | 2 - 2 | Fulgencio Yegros    | La Arboleda         | 20 de septiembre | 18:30 |
| 12 de Octubre (I)     | 1 - 0 | Fernando de la Mora | Luis Salinas        | 21 de septiembre | 10:00 |
| Resistencia           | 3 - 2 | Independiente       | Tomás Beggan Correa | 21 de septiembre | 15:30 |
| 3 de Febrero CDE      | 1 - 2 | Iteño               | Antonio Aranda      | 21 de septiembre | 17:00 |
| General Caballero JLM | 2 - 3 | Trinidense          | Leandro Ovelar      | 22 de septiembre | 10:00 |
| 3 Corrales            | 0 - 0 | Guaireña            | R.I. 3 Corrales     | 22 de septiembre | 15:00 |
| Caaguazú              | 1 - 2 | Atyrá               | Federico Llamosas   | 22 de septiembre | 15:30 |
| 2 de Mayo             | 5 - 1 | Ovetense            | Río Parapití        | 22 de septiembre | 15:30 |

| Rubio Ñu            | 1 - 0 | 3 de Febrero CDE      | La Arboleda           | 27 de septiembre | 18:30 |
| Independiente       | 3 - 2 | Iteño                 | Ricardo Gregor        | 27 de septiembre | 19:00 |
| Fernando de la Mora | 3 - 4 | Resistencia           | Emiliano Ghezzi       | 28 de septiembre | 10:00 |
| Atyrá               | 0 - 0 | 12 de Octubre (I)     | San Francisco de Asís | 29 de septiembre | 10:00 |
| Trinidense          | 4 - 0 | Caaguazú              | Martín Torres         | 29 de septiembre | 10:00 |
| Fulgencio Yegros    | 0 - 2 | 2 de Mayo             | Ypané                 | 29 de septiembre | 15:30 |
| Ovetense            | 0 - 0 | 3 Corrales            | Ovetenses Unidos      | 29 de septiembre | 15:30 |
| Guaireña            | 3 - 2 | General Caballero JLM | Parque del Guairá     | 29 de septiembre | 15:30 |

| Resistencia           | 1 - 1 | Atyrá               | Tomás Beggan Correa | 5 de octubre | 15:45 |
| 3 de Febrero CDE      | 2 - 1 | Independiente       | Antonio Aranda      | 5 de octubre | 16:00 |
| 12 de Octubre (I)     | 2 - 1 | Trinidense          | Luis Salinas        | 6 de octubre | 10:00 |
| 3 Corrales            | 0 - 0 | Fulgencio Yegros    | R.I. 3 Corrales     | 6 de octubre | 16:00 |
| 2 de Mayo             | 0 - 0 | Rubio Ñu            | Río Parapití        | 6 de octubre | 16:30 |
| Iteño                 | 0 - 1 | Fernando de la Mora | Salvador Morga      | 6 de octubre | 16:30 |
| Caaguazú              | 1 - 0 | Guaireña            | Federico Llamosas   | 6 de octubre | 16:30 |
| General Caballero JLM | 5 - 3 | Ovetense            | Leandro Ovelar      | 6 de octubre | 16:30 |

| Rubio Ñu            | 0 - 0 | 3 Corrales            | La Arboleda           | 11 de octubre | 18:30 |
| Trinidense          | 0 - 2 | Resistencia           | Martín Torres         | 12 de octubre | 10:00 |
| Guaireña            | 2 - 0 | 12 de Octubre (I)     | Parque del Guairá     | 13 de octubre | 10:00 |
| Atyrá               | 2 - 1 | Iteño                 | San Francisco de Asís | 13 de octubre | 10:00 |
| Ovetense            | 0 - 0 | Caaguazú              | Ovetenses Unidos      | 13 de octubre | 16:30 |
| 2 de Mayo           | 2 - 1 | 3 de Febrero (CDE)    | Río Parapití          | 13 de octubre | 16:30 |
| Fernando de la Mora | 2 - 0 | Independiente         | Emiliano Ghezzi       | 13 de octubre | 16:30 |
| Fulgencio Yegros    | 0 - 0 | General Caballero JLM | Ypané                 | 13 de octubre | 16:30 |

| Independiente         | 1 - 2 | Atyrá               | Ricardo Gregor      | 18 de octubre | 19:00 |
| 12 de Octubre (I)     | 0 - 2 | Ovetense            | Luis Salinas        | 19 de octubre | 9:00  |
| Resistencia           | 2 - 2 | Guaireña            | Tomás Beggan Correa | 20 de octubre | 9:00  |
| 3 de Febrero CDE      | 1 - 0 | Fernando de la Mora | Antonio Aranda      | 20 de octubre | 17:00 |
| Iteño                 | 2 - 3 | Trinidense          | Salvador Morga      | 20 de octubre | 17:00 |
| General Caballero JLM | 4 - 2 | Rubio Ñu            | Leandro Ovelar      | 20 de octubre | 17:00 |
| Caaguazú              | 1 - 1 | Fulgencio Yegros    | Federico Llamosas   | 20 de octubre | 17:00 |
| 3 Corrales            | 2 - 2 | 2 de Mayo           | R.I. 3 Corrales     | 20 de octubre | 17:00 |

| Trinidense       | 1 - 2 | Independiente         | Martín Torres         | 25 de octubre | 19:00 |
| Fulgencio Yegros | 0 - 1 | 12 de Octubre (I)     | Ypané                 | 26 de octubre | 9:00  |
| Ovetense         | 0 - 0 | Resistencia           | Ovetenses Unidos      | 26 de octubre | 17:00 |
| Guaireña         | 2 - 0 | Iteño                 | Parque del Guairá     | 27 de octubre | 9:00  |
| 3 Corrales       | 1 - 3 | 3 de Febrero CDE      | R.I. 3 Corrales       | 27 de octubre | 17:00 |
| Atyrá            | 2 - 3 | Fernando de la Mora   | San Francisco de Asís | 27 de octubre | 17:00 |
| 2 de Mayo        | 2 - 0 | General Caballero JLM | Río Parapití          | 27 de octubre | 17:00 |
| Rubio Ñu         | 2 - 1 | Caaguazú              | La Arboleda           | 27 de octubre | 18:30 |

| Fernando de la Mora   | 1 - 1 | Trinidense       | Emiliano Ghezzi     | 2 de noviembre | 9:00  |
| Iteño                 | 1 - 0 | Ovetense         | Salvador Morga      | 3 de noviembre | 16:20 |
| 12 de Octubre (I)     | 2 - 0 | Rubio Ñu         | Luis Salinas        | 3 de noviembre | 16:20 |
| Independiente         | 1 - 0 | Guaireña         | Ricardo Gregor      | 3 de noviembre | 16:20 |
| Resistencia           | 1 - 2 | Fulgencio Yegros | Tomás Beggan Correa | 3 de noviembre | 16:20 |
| 3 de Febrero CDE      | 3 - 1 | Atyrá            | Antonio Aranda      | 3 de noviembre | 16:20 |
| General Caballero JLM | 0 - 2 | 3 Corrales       | Leandro Ovelar      | 3 de noviembre | 16:20 |
| Caaguazú              | 1 - 1 | 2 de Mayo        | Federico Llamosas   | 3 de noviembre | 16:20 |

| 2 de Mayo             | 3 - 1 | 12 de Octubre (I)   | Río Parapití      | 10 de noviembre | 17:00 |
| Guaireña              | 2 - 1 | Fernando de la Mora | Parque del Guairá | 10 de noviembre | 17:00 |
| 3 Corrales            | 0 - 0 | Caaguazú            | R.I. 3 Corrales   | 10 de noviembre | 17:00 |
| Fulgencio Yegros      | 3 - 0 | Iteño               | Ypané             | 10 de noviembre | 17:00 |
| General Caballero JLM | 0 - 0 | 3 de Febrero CDE    | Leandro Ovelar    | 10 de noviembre | 17:00 |
| Trinidense            | 1 - 1 | Atyrá               | Martín Torres     | 10 de noviembre | 17:00 |
| Ovetense              | 0 - 0 | Independiente       | Ovetenses Unidos  | 10 de noviembre | 17:00 |
| Rubio Ñu              | 1 - 2 | Resistencia         | La Arboleda       | 10 de noviembre | 19:00 |

| Caaguazú            | 4 - 1 | General Caballero JLM | Federico Llamosas     | 15 de noviembre | 9:00  |
| Independiente       | 1 - 1 | Fulgencio Yegros      | Ricardo Gregor        | 15 de noviembre | 19:00 |
| Iteño               | 3 - 0 | Rubio Ñu              | Salvador Morga        | 17 de noviembre | 16:45 |
| Atyrá               | 0 - 0 | Guaireña              | San Francisco de Asís | 17 de noviembre | 16:45 |
| 3 de Febrero CDE    | 4 - 2 | Trinidense            | Antonio Aranda        | 17 de noviembre | 16:45 |
| Fernando de la Mora | 4 - 2 | Ovetense              | Emiliano Ghezzi       | 17 de noviembre | 16:45 |
| 12 de Octubre (I)   | 3 - 1 | 3 Corrales            | Luis Salinas          | 17 de noviembre | 16:45 |
| Resistencia         | 1 - 2 | 2 de Mayo             | Tomás Beggan Correa   | 17 de noviembre | 16:45 |